# Block Rockin' Beats
Block Rockin' Beats è un singolo del duo di musica elettronica britannico The Chemical Brothers, pubblicato nel 1997 ed estratto dal loro secondo album in studio Dig Your Own Hole.
Nell'ambito dei Grammy Awards 1998 il brano è stato premiato nella categoria "Best Rock Instrumental Performance".

## Tracce
1. Block Rockin' Beats – 5:00
2. Prescription Beats – 5:13
3. Morning Lemon – 4:35

## Classifiche
| Classifiche (1997) | Posizione massima |
| ------------------ | ----------------- |
| Regno Unito        | 1                 |